# استان‌های لهستان
استان‌های لهستان و یا ویووده‌لیق‌های لهستان (به لهستانی: województwo [vɔjɛˈvut͡stfɔ]; به‌صورت جمع: województwa) (به انگلیسی: voivodeship)(به ترکی عثمانی: ویووده‌لق)، شامل ۱۶ استان است. نامی که در زبان لهستانی روی استان‌ها گذاشته شده است، واژه «województwo» است. این واژه برگرفته شده از واژه «wojewoda» می باشد که در عصر فئودالی، به معنای خان یا حاکم محلی بوده است. در نتیجه، نام استان‌ها در زبان معنایی شبیه «خان‌نشینی» دارند. این واژگان به طور مستقیم وارد زبان فارسیِ ایران نشده‌اند، اما با استناد به متون تاریخی امپراطوری عثمانی، واژه «wojewoda» به معنای «خان» به صورت ویووده، و واژه «województwo» به معنای استان به صورت ویووده‌لیق به فارسی برگردانده می‌شوند.
| استان                            | عنوان لهستانی       | مرکز                         | موقعیت    | شهرها |
| -------------------------------- | ------------------- | ---------------------------- | --------- | --- |
| دولنواشلونسکی (سلیزیا سفلی)      | Dolnoslaskie        | وروتسلاو                     | جنوب غربی | لگنیتسا، Jelenia Góra |
| کویافسکو-پومورسکی                | Kujawasko-Pomorskie | بیدگوشچترونی                 | مرکز      | ، گروجونتس، ووتس‌واوک |
| ووتسکی                           | Lodzkie             | ووج                          | مرکز      | اسکرنویس، Piotrków Trybunalski |
| لوبلسکی (لوبلین)                 | Lubelskie           | لوبلین                       | شرق       | Zamość، Biała Podlaska، Chełm |
| لوبوسکی (لوبوش)                  | Lubuskie            | گورژوف ویلکوپولسکیژلونا گورا | غرب       | |
| ماووپولسکی (لهستان کوچک‌تر)       | Malopolskie         | کراکوف                       | جنوب      | تارنوف، نووی ساچ |
| ماسوویان                         | Masovian            | ورشو                         | شرق       | رادوم، پوتسک، سیدلسی، Ostrołęka |
| اوپولسکی (اوپوله)                | Opolskie            | اوپوله                       | جنوب      | |
| پودکاروپاسکی (پودکارپاکیه)       | Podkaropackie       | ژشوف                         | جنوب شرقی | کروسنو، Przemyśl ٬ترانبرزگ |
| پودلاسکی                         | Podlaskie           | بیاویستوک                    | شمال شرقی | وومزا، سوالکی |
| پومورسکی (پومرانی)               | Pomorskie           | گدانسک                       | شمال      | گدنیا، سووپسک، سوپوت |
| اشلونسکی (سیلسیان)               | Slaskie             | کاتوویتس                     | جنوب      | ساسنوویتس، چستوچوا، تیشی، رودا شلوسکا، بیلسکو بیاوا، بیتوم، زابژه، گلیویتسه، ربنیک، دومبرووه گورنیچا، هاشاو، یزچمبیه ازدرویی، یاووژنو، اشفینتوخوویتسه٬ Siemianowice Śląskie، Mysłowice، Żory، Piekary Śląskie |
| اشفیتوکشیسکی                     | Swietokrzyskie      | کیلتس                        | جنوب شرقی | |
| وارمینسکو مازورسکی وارمی-ماسوری) | Warminsko-Mazurskie | الشتین                       | شمال      | البلنگ |
| ویلکوپولسکی (لهستان بزرگ‌تر)      | Wielkopolskie       | پوزنان                       | جنوب غربی | Leszno، کالیش، کونین |
| زاخودنی پومورسکی (پومرانی غربی)  | Zachodniopomorskie  | شچچین                        | شمال غربی | کشالین، اشوینواویشچه |